# Gyulai-Gaál Krisztián
Gyulai-Gaál Krisztián (Budapest, 1951. október 4. –) magyar operatőr. A Televíziós Operatőri Kamara vezetője volt.

## Életpályája
Szülei: Gyulai Gaál János (1924–2009) és Trenkovics Margit voltak. 1970–1979 között a Magyar Televízióban segédoperatőr és kameraman, 1982–1991 között operatőr volt. 1972–1974 között a Magyar Kereskedelmi Kamara Reklámiskolájának tanulója volt. 1979–1982 között a Színház- és Filmművészeti Főiskola kameraman szakos hallgatója volt. 1991-től szabadúszó. 1997-től a Tv-operatőrök Egyesületének elnöke.

## Filmjei
- A hosszú előszoba (1973)
- A vonatok reggel indulnak (1976)
- A hallgatás ára (1977)
- Katonák (1978)
- Randevú éjfélkor (1978)
- Ugye, mi jó barátok vagyunk? (1978)
- Kézről kézre (1978)
- Január (1978)
- Krétakör (1979)
- Lear király (1979)
- A három jószívű rabló (1979)
- A nagy ékszerész (1979)
- Névnap (1980)
- Képviselő úr (1980)
- Asszonyok (1981)
- Szeszélyes évszakok (1983)
- Omega, Omega, Omega (1984)
- A rágalom iskolája (1984)
- Egy lócsiszár virágvasárnapja (1984)
- Vízkereszt, vagy amit akartok (1986)
- Összhang (1989)
- Családi kör (1990)
- Egy elkésett levél (1992)
- Szezonok és fazonok (1997)
- A vadmacska
- Házassághirdetések
- Velence megmentése
- A Lego világa
- Lengyel zenei élet
- A tükör
- Töltöttkáposzta és kávétorta

## Díjai
- Az év videóklipje (1990)